# ایستی‌سو، کلبجر
جرماجور (ارمنی: Ջերմաջուր، لاتین: İstisu ایستی‌سو) یک منطقه مسکونی در جمهوری آذربایجان است که در شهرستان کلبجر واقع شده‌است.

## ویژگی‌ها
ایستی‌سو در یک دره رودخانه واقع شده‌است و از لحاظ تاریخی یک شهر تفریحی بوده‌است و افراد مختلفی از اتحاد جماهیر شوروی را برای معالجه در حمام‌های چشمه معدنی جذب می‌کرد. نام istisu در زبان ترکی آذربایجانی به معنی «آب گرم» است.
در سال ۲۰۱۸ گزارش شد که یک کارخانه آب معدنی طبیعی در این منطقه آغاز به کار کرده‌است.